# Clásica de Almería 2008
De Clásica de Almería 2008 werd verreden op zondag 2 maart over een afstand van 187,9 kilometer en maakte deel uit van de UCI Europe Tour 2008. De wedstrijd met start in El Ejido en finish in Almería werd gewonnen door de Argentijn Juan José Haedo. Het was de 21e editie van deze Spaanse wielerkoers. Aan de start stonden 118 renners, van wie 106 de finish bereikten.

## Uitslag
| Plaats  | Naam                  | Ploeg               | Tijd     |
| ------- | --------------------- | ------------------- | -------- |
| Winnaar | Juan José Haedo       | Team CSC-Saxo Bank  | 4u22'46" |
| 2       | Óscar Freire          | Rabobank            | z.t.     |
| 3       | Graeme Brown          | Rabobank            | z.t.     |
| 4       | Koldo Fernández       | Euskaltel-Euskadi   | z.t.     |
| 5       | José Joaquín Rojas    | Caisse d'Epargne    | z.t      |
| 6       | Giuseppe Palumbo      | Acqua & Sapone      | z.t.     |
| 7       | Francisco Ventoso     | Andalucia-Cajasur   | z.t.     |
| 8       | Edgar Pinto           | Benfica             | z.t.     |
| 9       | Juan Francisco Mouron | Xacobeo Galicia     | z.t.     |
| 10      | Rafael Rodríguez      | Contentpolis-Murcia | z.t.     |
|         |                       |                     |          |
| 59      | Stef Clement          | Bouygues Telecom    | z.t.     |

Mannen: 1988 · 1989 · 1990 · 1991 · 1992 · 1993 · 1994 · 1995 · 1996 · 1997 · 1998 · 1999 · 2000 · 2001 · 2002 · 2003 · 2004 · 2005 · 2006 · 2007 · 2008 · 2009 · 2010 · 2011 · 2012 · 2013 · 2014 · 2015 · 2016 · 2017 · 2018 · 2019 · 2020 · 2021 · 2022 · 2023 · 2024 · 2025
Vrouwen: 2023 · 2024 · 2025